# Grove Karl Gilbert

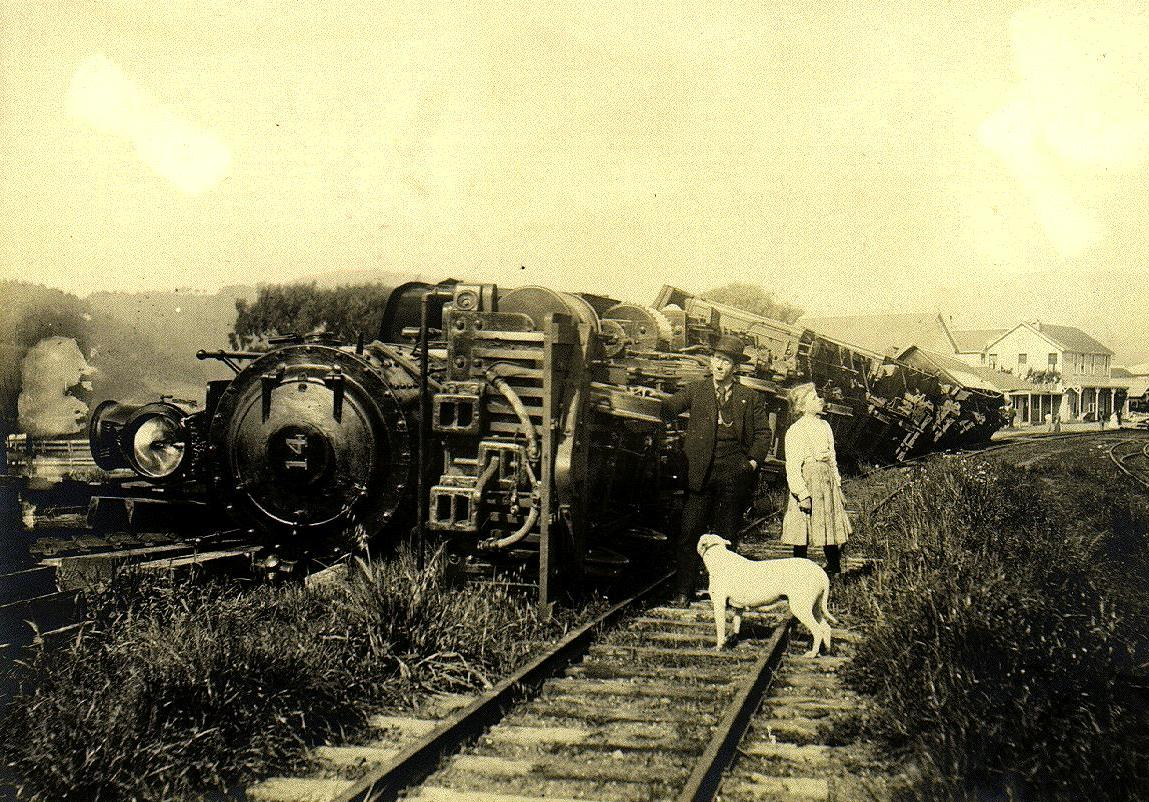
Tren descarrilado tras el terremoto de San Francisco de 1906; foto por G.K. Gilbert

Grove Karl Gilbert (Rochester, Nueva York, 6 de mayo de 1843 - 1 de mayo de 1918) fue un geólogo estadounidense que trabajó para el U.S. Geological Survey tras su creación en 1879.

## Semblanza
Entre sus trabajos destacan los dedicados al lago Bonneville, un lago del Plioceno localizado en la mayor cuenca endorreica de Estados Unidos. Este lago desapareció casi por completo al desbordarse y producir una de las mayores inundaciones de la historia de nuestro planeta. El Great Salk Lake (el Gran Lago Salado) es su remanente actual.
Con 6 décadas de adelanto en el desarrollo de la tectonofísica, Gilbert propuso en 1881 el comportamiento en flexión de la corteza terrestre, un proceso que hoy se conoce como flexión litosférica.
A partir de sus observaciones en el Lago Bonneville, Gilbert también describió extensivamente la formación de característicos deltas en sus orillas, formados por conglomerados de cantos de gran tamaño que al ser llevados al lago ríos o torrentes se acumulan con pendientes deposicionales de hasta 40 grados. Este tipo de deltas es conocido en la actualidad en el ámbito de la geomorfología con el nombre de deltas de Gilbert.
Cráteres de impacto
En 1891, Gilbert examinó los posibles orígenes del cráter Coon Butte en Arizona, posteriormente conocido como cráter Barringer. Por una serie de razones, y contra su intuición, concluyó que era el resultado de una explosión de vapor volcánica en lugar del impacto de un meteorito, basando sus conclusiones en la creencia de que para que fuese el resultado de un impacto, el volumen del cráter (incluyendo el meteorito) debe ser mayor que el del material expulsado, y también en la creencia de que si se trataba de un meteorito de hierro, entonces deberían crearse anomalías magnéticas. Sus cálculos demostraron que el volumen del cráter y el de los escombros en el borde eran aproximadamente iguales. Además, no se registraron anomalías magnéticas. Argumentó que los fragmentos de meteoritos que se encuentran en el entorno eran una simple "coincidencia". Gilbert daría publicidad a estas conclusiones en una serie de conferencias en 1895. Las investigaciones posteriores revelarían que era en realidad un cráter meteorítico, pero esta interpretación no estaba bien establecida hasta mediados del siglo XX. Como parte de su interés por el origen de los cráteres, Gilbert también estudió los cráteres de la luna y llegó a la conclusión de que fueron causados por eventos de impacto en lugar de volcanes, aunque se preguntó por qué los cráteres son circulares y no ovalados como se podría esperar de un impacto oblicuo. La interpretación de los cráteres lunares como resultado de impactos también fue objeto de debate hasta la mitad del siglo XX.
Recibió la medalla Wollaston de la Geological Society of London en 1900.

## Publicaciones
- "Report on the geology of the Henry mountains (1877)
- "Lake Bonneville" US Geological Survey Monograph No. 1. 1890. 438 p.
- "The Underground Water of the Arkansas Valley in Eastern Colorado" (1896)
- "Harriman Alaska Expedition, Volume 3: Glaciers and glaciation (1899)
- "The San Francisco Earthquake and Fire of April 18, 1906, and Their Effects on Structures and ..." (1907)
- "The transportation of débris by running water" US Geological Survey Professional Paper No. 86 (1914)

## Eponimia
- El cráter lunar Gilbert lleva este nombre en su memoria, honor compartido con el médico inglés del mismo apellido William Gilbert (1544-1603)
- El cráter marciano Gilbert también lleva este nombre en su memoria.